# Paredones Airport
Paredones Airport är en flygplats i Chile.   Den ligger i provinsen Provincia de Cardenal Caro och regionen Región de O'Higgins, i den södra delen av landet, 180 km sydväst om huvudstaden Santiago de Chile. Paredones Airport ligger 74 meter över havet.
Terrängen runt Paredones Airport är kuperad åt sydost, men norrut är den platt. Havet är nära Paredones Airport västerut. Runt Paredones Airport är det glesbefolkat, med 12 invånare per kvadratkilometer.. Närmaste större samhälle är Los Navegantes, 17,8 km norr om Paredones Airport. 
Trakten runt Paredones Airport består i huvudsak av gräsmarker.